# 比拉莫斯
比拉莫斯（西班牙語：Vilamós）是西班牙加泰罗尼亚莱里达省的一个市镇。总面积15平方公里，总人口139人（2001年），人口密度9人/平方公里。